# Apama (reina selèucida)
Apama (en llatí Apama, en grec antic Ἀπάμα) fou una reina selèucida, esposa de Seleuc I Nicàtor, el fundador de la dinastia. Va ser la mare d'Antíoc I Sòter i d'Aqueu, i de dues princeses: Apama i Laodice.
Segons Flavi Arrià era la filla del noble persa Espitàmenes, el sàtrapa de Sogdiana que dirigia la resistència a Bactriana i Sogdiana contra Alexandre el Gran. Això sembla el més probable, però Estrabó diu que el seu pare es deia Artabazos. Espitamenes, traït pels seus aliats saka, va morir i Apama va caure en mans d'Alexandre el Gran el 328 aC. El 326 aC va ser donada en matrimoni al general Seleuc (futur Seleuc I Nicàtor) a Susa, quan Alexandre el Gran va donar als seus generals esposes asiàtiques. L'any 300 aC Seleuc es va casar a una dama macedònia, Estratonice, però Apama va conservar la seva posició i el 299 aC encara era honorada com a reina a Milet.
Quatre ciutats al menys van rebre el seu nom: Apamea de l'Orontes a Síria, Apamea de Mesene, Apamea de l'Eufrates i Apamea de Pàrtia o Rhagiana, segons diu Estrabó.